# Peter Palshøj (TV-vært)
 For alternative betydninger, se Peter Palshøj. (Se også artikler, som begynder med Peter Palshøj)
Peter Palshøj (født 1970) er en dansk journalist, tv- og radiovært, der er uddannet fra Danmarks Journalisthøjskole i 1999.
Peter Palshøj var vært på tv-kanalerne TV3 og 3+ i programmerne Onside, Brystgalla, Tosset med golf, Masterchef og NFL Live.
Tidligere var Peter Palshøj radiovært på P3-programmerne Rio Bravo, Go' morgen P3, RADAR, TRAX, Børneradio og prisuddelingen P3 Guld i 2003 og 2008. Sidstnævnte blev også vist på tv-kanalen DR2.
Desuden har han været vært på DR1-programmerne Børne1eren, Musik og Bøgetræer, samt Førstevælger.

## Filmografi
- Plan B (2002, afsnit 2-6) - fortæller
- Zulu djævleræs 2007-2008)
- 2900 Happiness (2009, 3 episoder) - journalist
- Osman og Jeppe (2011, 1 episode) - dommer
- Natholdet (2011, Sæson 2)
- Til middag hos... (2011)
- Tosset med golf (2012)